# Miedzna Murowana
Miedzna Murowana [pronunciación en polaco: /ˈmjɛd͡zna murɔˈvana/] es un pueblo ubicado en el distrito administrativo de Gmina Żarnów, dentro del Distrito de Opoczno, Voivodato de Łódź, en Polonia central. Se encuentra aproximadamente a 8 kilómetros al noreste de Żarnów, a 10 kilómetros al sur de Opoczno, y a 76 kilómetros al sureste de la capital regional Łódź.
El pueblo tiene una población de 557 habitantes.